# Eulogia Merle
Eulogia Merle, nacida el 7 de enero de 1979 en Buenos Aires, es una diseñadora y pintora argentina, radicada en Madrid.

## Biografía
Eulogia Merle nació y estudió Bellas Artes en Buenos Aires, pero tiempo después fue a vivir a Madrid, donde se dedica a trabajar como ilustradora de forma constante para el diario El País y, posteriormente, también para La Nación de Buenos Aires. Así mismo trabajó en diferentes editoriales ilustrando libros de literatura para adultos e infantiles. Eulogia es una artista con una fuerte defensa de sus principios y con una clara visión de como afrontar la realidad mediática. Hoy en día sigue viviendo en España.
En el año 2000 publicó su primeir libro (La vida de las abejas, de Maurice Matter), en una editorial que se llamaba Longseller. Toda su vida fue dibujante, nunca dejó de dibujar y, buscando un poco su salida laboral, pasó poe la escenografía, entre otras cosas. Pero la ilustración le gustaba mucho. Hizo una carpeta con ilustraciones propias para el libro La peste de Albert Camus para presentar en editoriales. En ese momento Argentina estaba en una situación complicada, y tomó la decisión de ir a España con su librito ilustrado. Lo presentó en muchas editoriales, y aunque le halagaron los dibujos, nunca la llamaron, hasta que llegó el momento de El País. Se puso en contacto con un dibujante argentino que trabaja en el periódico, le consiguió una entrevista, y la contrataron.
Eulogia Merle es realmente una artista, aunque ella se autodefine como una simple dibujante, porque no se le escapa ninguna forma de creación, desde la escritura al vídeo. Merle es una artista comprometida, progresista y «no pinta para señoras elegantes».

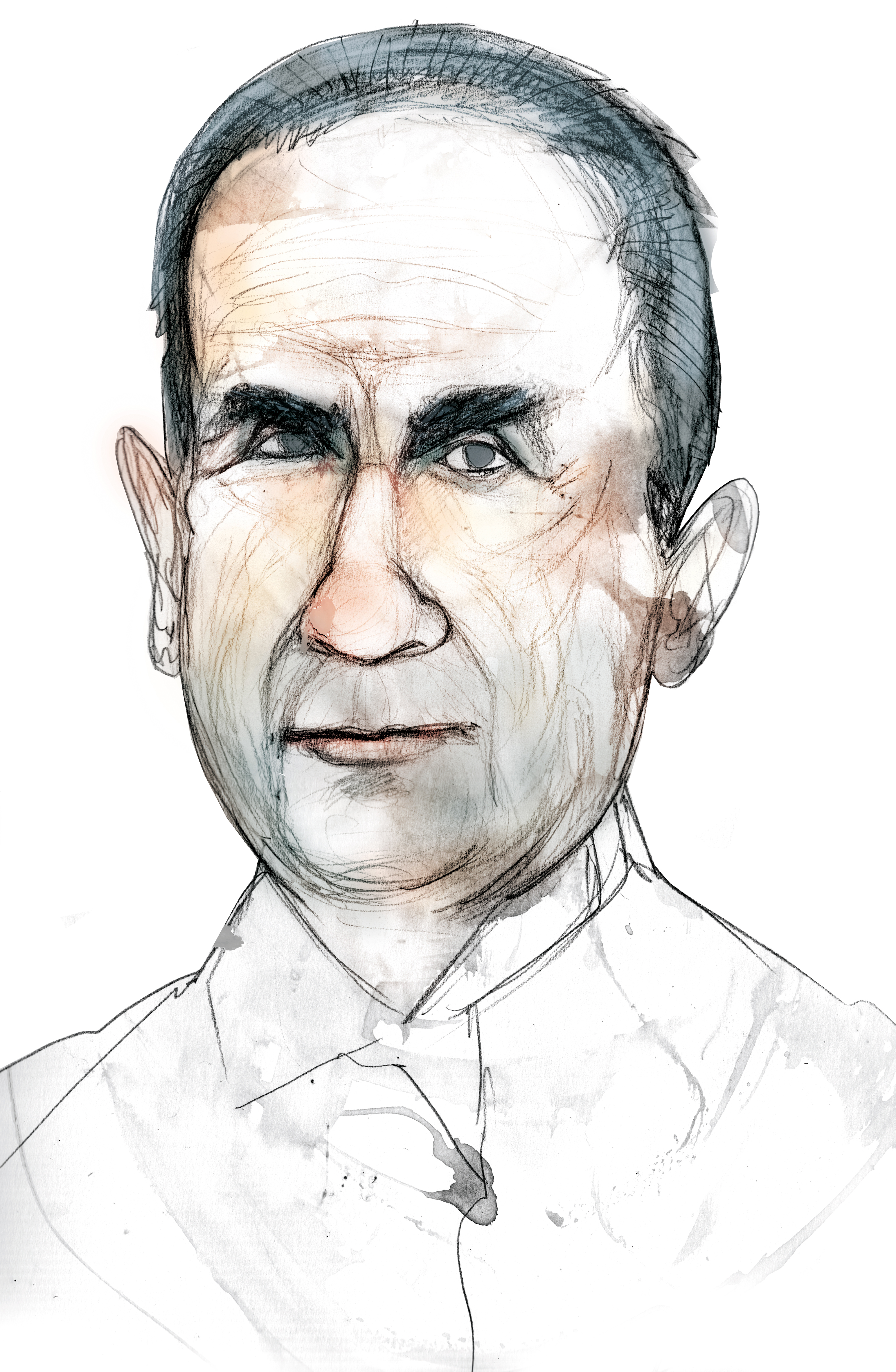
Retrato de Wifredo Ricart, por E. Merle, en el MUNCYT, La Coruña.

En 2019 hizo una exposición, titulada Reflexiones, en Madrid, y otra en el año siguiente, en el hotel Emperador, también en Madrid, con quince obras, algunas anteriores y, sobre todo, varias nuevas, preparadas expresamente para esta muestra. Participó en el  homenaje que numerosos artistas le dedicaron a Chavela Vargas, Llorando a Chavela, en la Casa América de Madrid, e intervino también en el Festival Luminaria, en Madrid, que trataba de revitalizar e dar nuevo valor a los espacios urbanos perdidos. Además de eso están los talleres que dirige, las obras que le encargan, y el trabajo en su estudio.
En sus palabras, Merle dice que «no cree mucho en el arte como herrameinta de transformación social; los artistas ya no podemos hacer eso, muy rara vez se consigue hacer algo que cambie de verdad, no ya el mundo, si no siquiera a las persoas que lo ven. Ahora bien, hay que intentarlo: el movimiento hacia esa transformación es lo correcto, tenemos que vivir para transformar la realidad y lograr que en ella quepamos todos».

## Su trabajo en el MUNCYT
En el Museo Nacional de Ciencia y Tecnología (MUNCYT) de La Coruña realizó 100 retratos en el Salón de los ilustres. En sus palabras ese fue un trabajo maravilloso. Un trabajo en equipo con gente muy interesante, científicos y divulgadores de todo el país, con el lúcido Ramón Núñez Centella a la cabeza. Hubo que hacer una investigación para retratar a 100 ilustres de las ciencias del territorio de la península ibérica. Hice las 100 ilustraciones, pasé mucho tempo en La Coruña, trabajaba 12 horas al día, pero ningún día perdí mi descanso al mediodía para darme un baño con las señoras en la playa de San Amaro, al lado del Club del Mar. Había poco tiempo, prisas, el trabajo tenía que estar acabado a finales de 2011 para la inauguración del espléndido edificio Prisma de Cristal diseñado por los arquitectos Victoria Acebo y Ángel Alonso. Luego las ilustraciones fueron impresas en metacrilato transparente en unas super imprentas planas en Lugo. Se diseñó un damero. Cada cuadrado con la ilustración mide 60 x 60 cm. El mural mide 10 x 6 m. Es una obra que pertenece al Museo y puude visitarse.